# Galba (geslacht)
Galba is een geslacht van weekdieren uit de  familie van de Lymnaeidae.

## Soorten
- Galba bulimoides (Klein, 1846) †
- Galba cornea (Brongniart, 1810) †
- Galba cousini (Jousseaume, 1887)
- Galba cubensis (L. Pfeiffer, 1839)
- Galba dupuyiana (Noulet, 1854) †
- Galba gaudryi Wenz, 1922 †
- Galba halavatsi Wenz, 1922 †
- Galba kenesensis (Halaváts, 1903) †
- Galba minor (Thomä, 1845) †
- Galba modicella (Say, 1825), synoniem van Fossaria modicella
- Galba neotropica (Bargues, Artigas, Mera y Sierra, Pointier & Mas-Coma, 2007)
- Galba obrussa (Say, 1825)
- Galba parva (I. Lea, 1841), synoniem van Fossaria parva
- Galba phrygopalustris (Oppenheim, 1919) †
- Galba praepalustris (Roman, 1907) †
- Galba sandbergeri (Łomnicki, 1886) †
- Galba schirazensis (Küster, 1862)
- Galba sibirica (Westerlund, 1885)
- Galba subminuta (Almera & Bofill y Poch, 1895) †
- Galba suboblonga (Kovalenko, 1994) †
- Galba subtruncatula (Clessin, 1885) †
- Galba suevica (Wenz, 1916) †
- Galba truncatula (O. F. Müller, 1774) (Leverbotslak)